# Киос
Киос (на старогръцки: Kίος) е колония на Милет на южния бряг на Пропонтида, в малоазийска Мизия. Според легендата основател и епоним на града е спътник на Херакъл, който на връщане от Колхида спира на морския бряг недалеч от езерото Аскания и поставя основите на Киос.
За Киос пишат Херодот, Ксенофонт и други древногръцки летописци през V и IV в. пр. Хр. По това време той е най-удобното пристанище за търговията от и за Фригия. През 499 г. пр. Хр. градът преживява завоеванието на персите. В края на III в. пр. Хр. е завладян от македонския цар Филип V, който го предоставя във владение на съюзника си – царя на Витиния Прусий. Прусий възстановява Киос и го нарича на себе си, но в следващите векове градът си връща старото име. Киос е споменат от Плиний през I в. сл. Хр. и от по-късни автори.